# Asproinocybe
Asproinocybe is een geslacht van schimmels in de orde Agaricales. De familie van het geslacht is nog niet eenduidig bepaald (Incertae sedis).  De typesoort is Asproinocybe lactifera.

## Soorten
Volgens Index Fungorum telt het geslacht acht soorten, namelijk (peildatum januari 2022):
| Soortnaam                    | Auteur(s)                                                | Publicatiejaar |
| ---------------------------- | -------------------------------------------------------- | -------------- |
| Asproinocybe brunneolilacina | Thoen                                                    | 1977           |
| Asproinocybe daleyae         | J.A. Cooper                                              | 2020           |
| Asproinocybe fucata          | (K.B. Vrinda & C.K. Pradeep) Ralaiv., Niskanen & Liimat. | 2020           |
| Asproinocybe lactifera       | R. Heim                                                  | 1970           |
| Asproinocybe lyophylloides   | K. Syme & T. Lebel                                       | 2019           |
| Asproinocybe nodulospora     | (Babos & Bohus) Guzmán & Contu                           | 2004           |
| Asproinocybe russuloides     | Heinem.                                                  | 1977           |
| Asproinocybe superba         | (Watling) Guzmán                                         | 2004           |